# Nemo Schiffman
 (février 2023).
Si vous disposez d'ouvrages ou d'articles de référence ou si vous connaissez des sites web de qualité traitant du thème abordé ici, merci de compléter l'article en donnant les références utiles à sa vérifiabilité et en les liant à la section « Notes et références ».
Pour les articles homonymes, voir Nemo et Schiffman.
Nemo Schiffman, né le 21 avril 2000 à Paris, est un acteur et chanteur français.

## Biographie
Nemo Schiffman est le fils de l'actrice et réalisatrice Emmanuelle Bercot et du directeur de la photographie Guillaume Schiffman et le petit-fils de la réalisatrice Suzanne Schiffman et le neveu de l'acteur et assistant réalisateur Mathieu Schiffman. 
Il joue dans plusieurs films de sa mère et interprète le premier rôle masculin d'Elle s'en va, donnant la réplique à Catherine Deneuve. Ce premier grand rôle lui vaut une nomination au César du meilleur espoir masculin en 2014, trophée finalement obtenu par Pierre Deladonchamps pour son rôle dans L'Inconnu du lac.
En août 2014, il participe au télé-crochet The Voice Kids sur TF1. Il y chante Calling You de Jevetta Steele, et fait se retourner les trois coachs. Il choisit de rejoindre l'équipe de Garou. Les « battles » remportées, il arrive jusqu'en finale, mais ne gagne cependant pas l'émission car il arrive en deuxième position des voix du public, derrière Carla et devant Henri. Il pousse son ami Bilal Hassani à participer à The Voice Kids.
Il apparaît à la télévision en février 2016 dans la série d'anticipation d'Arte, Trepalium, réalisée par Vincent Lannoo, dans laquelle il tient un des rôles principaux, aux côtés de Pierre Deladonchamps déjà croisé en 2014.
Il fait son retour musical début 2016, après une pause de 2 ans. Il signe alors dans le label Play On sort son premier single Will le 22 avril 2016, puis un deuxième Yeah, I Don't Mind (qui peut se traduire comme "Ouais, cela m'est égal" en français) le 28 octobre 2016.
En 2017, il est à l'affiche de l'adaptation cinématographique de La Promesse de l'aube réalisée par Éric Barbier, aux côtés de Charlotte Gainsbourg et Pierre Niney (sortie le 20 décembre) , et sort un nouveau single Stop The Rain en duo avec Nilusi (ex-membre du groupe Kids United).

## Filmographie

### Cinéma

#### Longs métrages
- 2004 : Backstage d'Emmanuelle Bercot : Dylan
- 2013 : Elle s'en va d'Emmanuelle Bercot : Charly
- 2017 : La Promesse de l'aube d'Éric Barbier : Romain Gary, jeune
- 2018 : L'Empereur de Paris de Jean-François Richet : Charles
- 2024 : Toutes pour une de Houda Benyamina : Louis XIII
- 2025 : Le Roi Soleil de Vincent Maël Cardona
- 2025 : La Petite Dernière de Hafsia Herzi

#### Court métrage
- 2003 : Quelqu'un vous aime... d'Emmanuelle Bercot : Lulu

### Télévision
- 2016 : Trepalium de Vincent Lannoo : Noa
- 2019-2021 : Mortel de Frédéric Garcia, réalisée par Édouard Salier, Simon Astier, Xavier Gens : Victor
- 2023 : Atelier Figaro de Jacques Weber: Chérubin
- 2022 : Maman, ne me laisse pas m'endormir de Sylvie Testud : Joseph

## Discographie

### Singles
- 2016 : Will
- 2016 : I Don't Mind
- 2017 : Stop The Rain (feat. Nilusi)

### EP
- 2018 : Omen (acoustic)

### Participations

#### Albums collectifs
- 2017 : Sardou et nous...
  - Le France
  - En chantant (avec Lou, Dylan & Angie Robba)
  - Je vole (avec Ilyana)
- 2018 : L'Esprit de Noël
  - Noël blanc

## Émission de télévision
- 2014 : Candidat lors de la première saison de The Voice Kids (finaliste)

## Distinctions

### Récompense
- Festival de la fiction TV de La Rochelle 2022 : Meilleure interprétation masculine pour Maman, ne me laisse pas m’endormir[3]

### Nomination
- César 2014 : meilleur espoir masculin pour Elle s'en va